# Elizabeth Campbell
Elizabeth Georgiana Campbell, duchesse d'Argyll (née Leveson-Gower ; 30 mai 1824 - 25 mai 1878 à Londres) est une noble britannique et une abolitionniste. Née dans la riche famille Sutherland-Leveson-Gower, elle est la fille aînée du George Sutherland-Leveson-Gower (2e duc de Sutherland) et de sa femme, Lady Harriet Sutherland-Leveson-Gower. En 1844, Elizabeth épouse George Campbell (8e duc d'Argyll), marquis de Lorne, fils aîné et héritier de John Campbell (7e duc d'Argyll). Elle est devient duchesse d'Argyll en 1847 lorsque son mari succède à son père.
Comme sa mère, la duchesse d'Argyll est une opposante de premier plan à l'esclavage. Le couple aide à écrire une lettre intitulée An Affectionate and Christian Address of Many Thousands of Women of Great Britain and Ireland to Their Sisters, the Women of the United States of America (« Une adresse affectueuse et chrétienne de plusieurs milliers de femmes de Grande-Bretagne et d'Irlande à leurs sœurs, les femmes des États-Unis d'Amérique »), appelant à la fin de l'esclavage ; elle attire les signatures de 562 848 femmes britanniques. Il accueille souvent l'abolitionniste et auteure américaine Harriet Beecher Stowe lorsqu'elle vient en Angleterre. La duchesse et Beecher Stowe sont amies et entretiennent une correspondance.
En 1868, la duchesse d'Argyll succède à la duchesse de Wellington en tant que Maîtresse de la garde-robe de la reine Victoria, occupant le poste jusqu'en 1870, date à laquelle elle démissionne en raison de problèmes de santé. Peu de temps après avoir été nommée membre de l'Ordre de la Couronne d'Inde nouvellement créé, elle meurt en 1878 alors qu'elle déjeune avec William Ewart Gladstone à Londres.

## Famille et jeunesse
La grand-mère paternelle de Lady Elizabeth Georgiana Leveson-Gower est la riche héritière Elizabeth Gordon, suo jure comtesse de Sutherland, qui contrôle des domaines qui s'étendent sur 800 000 à un million d'acres dans les Highlands. Les terres de Sutherland sont encore agrandies avec le mariage d'Elizabeth Gordon en 1785 avec George Leveson-Gower (plus tard 1er duc de Sutherland). En 1823, leur fils George épouse Lady Harriet Howard, fille de George Howard (6e comte de Carlisle),. Leur fille aîné, Lady Elizabeth Leveson-Gower nait l'année suivante, le 30 mai 1824,. Trois frères et deux sœurs suivent.
Avec des propriétés familiales en Écosse et en Angleterre, l'éducation d'Elizabeth implique de nombreux voyages. Leur résidence principale est la somptueuse Stafford House à Londres, qu'ils acquièrent en 1827. Ils résident également dans de nombreuses propriétés à la campagne. Le couple, en particulier Harriet, a une importante vie sociale. Elle est une hôtesse politique connue pour son amitié et sa position de Maîtresse de la garde-robe de la jeune reine Victoria,. En 1833, le 1er duc meurt et le père d'Elizabeth devient le 2e duc de Sutherland, héritant de la vaste propriété. L'historien Eric Richards écrit que la première moitié du XIXe siècle voit l'apogée de l'influence sociale et économique de la maison Sutherland, sa richesse provenant des loyers, d'actions diverses et des dividendes d'entreprises de transport.

## Mariage

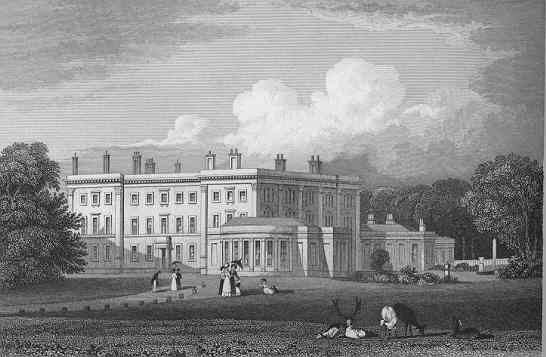
Trentham Hall dans les années 1820.

Alors qu'elle accompagne la reine Victoria au château de Taymouth en 1842, Lady Elizabeth rencontre George Campbell (8e duc d'Argyll), marquis de Lorne, le fils aîné du John Campbell (7e duc d'Argyll). Ils se marient au domaine de Leveson-Gower à Trentham Hall le 31 juillet 1844,. L'archevêque d'York, Edward Venables-Vernon-Harcourt, préside au mariage. Le domaine d'Argyll est endetté, la richesse qu'amène Elizabeth est donc bienvenue. Leur mariage aboutit à l'union de deux des plus grandes familles de propriétaires terriens d'Écosse.
Le jeune couple reçoit Rosneath du père du marié au moment de leur mariage. Profondément religieuse, Elizabeth a été élevée dans la foi anglicane, mais se convertit à l'Église d'Écosse lors de son mariage, recevant sa première communion dans la foi plus tard cette année-là. Comme beaucoup de ses prédécesseurs, Elizabeth est une fervente partisane de l'Église épiscopalienne écossaise dans le Diocèse épiscopalien d'Argyll et des Îles. Le couple a un intérêt similaire pour le libéralisme. Elizabeth est respectable et cultivée, et le marquis de Lorne trouve dans sa nouvelle épouse « plus que tout ce qui m'avait été dit par ses nombreux amis... Sur certains sujets, à l'exception de la philosophie et des sciences naturelles, elle avait plus étudié que moi à l'époque. ».

## Duchesse d'Argyll
Lorne succède à son père en tant que 8e duc d'Argyll le 25 avril 1847, après quoi Elizabeth devient duchesse d'Argyll. Les principaux domaines de la famille comprennent Argyll Lodge à Londres, le fief familial du château d'Inveraray dans l'Argyllshire et Rosneath,. Leur premier enfant, John, nait moins d'un an après leur mariage. Ils ont ensuite quatre fils et sept filles. La maison d'Argyll est sobre, convenable et routinière, avec des heures définies pour la prière, le petit-déjeuner, le déjeuner et le dîner. Les enfants ne manifestent pas d'émotions telles que des pleurs, sauf pour des « causes réelles » comme la mort d'un animal de compagnie. Le savant écossais John Stuart Blackie, qui apprécie la solennité du style de vie du couple, leur rend souvent visite, il dédie son ouvrage de 1876 Language and Literature of the Scottish Highlands à Elizabeth.
L'historienne Anne Jordan écrit que la duchesse est « vieille avant l'heure », ayant donné naissance à douze enfants. Elle souffre de problèmes de santé, en partie à cause d'un accident vasculaire cérébral en 1868, qui la laisse partiellement invalide ; de ce fait, une grande partie de l'éducation des enfants est supervisée par son mari,. Sa troisième fille, Lady Victoria, qui souffre également d'une mauvaise santé due à une contraction de la poliomyélite, soigne sa mère. Une fois adultes, les contrats de mariage des enfants pèsent sur les ressources de la famille, tous sauf un finissant par se marier. Leur fils aîné, John, épouse la quatrième fille de la reine, la princesse Louise du Royaume-Uni (1848-1939), en 1871, et devient gouverneur général du Canada en 1878.
Comme sa mère la duchesse de Sutherland, la duchesse d'Argyll est une fervente partisane du mouvement abolitionniste,. Elizabeth est l'une des nombreuses femmes britanniques affectées par le roman anti-esclavagiste de 1852 La Case de l'oncle Tom. L'année suivante, chez sa mère, la duchesse aide à rédiger une lettre intitulée  An Affectionate and Christian Address of Many Thousands of Women of Great Britain and Ireland to Their Sisters, the Women of the United States of America (« Une adresse affectueuse et chrétienne de plusieurs milliers de femmes de Grande-Bretagne et d'Irlande à leurs sœurs, les femmes des États-Unis d'Amérique »). La lettre, finalement signée par 562 848 femmes, appelle à la fin de l'esclavage parce que l'institution ne reconnait pas les mariages d'esclaves, conduit à des séparations parents-enfants et empêche les esclaves de recevoir une éducation chrétienne. Elle est envoyée à l'auteur de La Case de l' oncle Tom, l'auteure abolitionniste américaine Harriet Beecher Stowe ; la duchesse d'Argyll et elle deviennent amies et maintiennent une correspondance. Harriet Beecher Stowe rend souvent visite aux duchesses de Sutherland et d'Argyll lorsqu'elle voyage en Angleterre et profite de leurs relations avec des personnalités politiques de haut niveau. Le duc et la duchesse d'Argyll sont également amis avec l'homme politique américain et leader anti-esclavagiste Charles Sumner, amenant l'historienne Amanda Foreman à écrire que la « relation entre [le duc d'Argyll] et Sumner s'avérerait être l'une des plus amitiés importantes de la guerre civile. »
En décembre 1868, Lady Campbell est nommée maîtresse de la garde-robe de la reine Victoria, succédant à Elizabeth Wellesley, duchesse de Wellington en tant que membre du premier ministère de William Ewart Gladstone,. Elle démissionne du poste en 1870 en raison de sa mauvaise santé et est remplacée par sa belle-sœur Anne Sutherland-Leveson-Gower, duchesse de Sutherland. En décembre 1877, la reine Victoria crée l'Ordre de la Couronne d'Inde et le confère à la duchesse d'Argyll et à des dizaines d'autres femmes royales et nobles. Elle est également membre de l'Ordre royal de Victoria et Albert, deuxième classe. La Duchesse d'Argyll meurt le 25 mai 1878, en déjeunant avec Gladstone à Londres,. Elle est enterrée à l'église paroissiale de Kilmun.
Trois ans plus tard, son veuf se remarie avec Amelia Maria, fille de Thomas Legh Claughton, évêque de St Albans,.

## Descendance
Le duc et la duchesse d'Argyll ont 12 enfants,, :

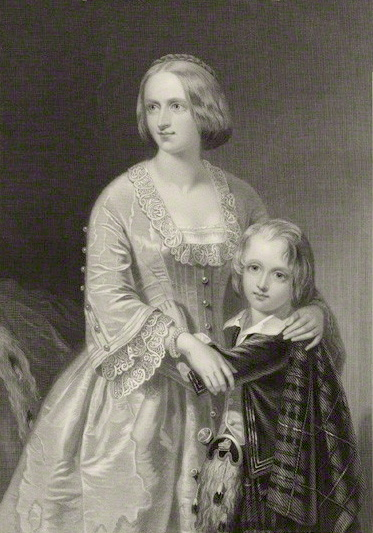
La duchesse d'Argyll avec son fils aîné, John.

- John Campbell, 9e duc d'Argyll (6 août 1845 - 2 mai 1914) ; épouse la princesse Louise du Royaume-Uni en 1871
- Lord Archibald Campbell (18 décembre 1846-29 mars 1913) ; épouse Janey Callendar et a des descendants avec Niall Campbell (10e duc d'Argyll)
- Lord Walter Campbell (30 juillet 1848 - 2 mai 1889) ; épouse Olivia Clarkson Miln en 1874 et est le grand-père de Ian Campbell (11e duc d'Argyll)
- Lady Edith Campbell (7 novembre 1849-6 juillet 1913) ; épouse Henry Percy (7e duc de Northumberland) en 1868
- Lord George Granville Campbell (25 décembre 1850 - 21 avril 1915) ; épouse Sybil Alexander en 1879
- Lady Elizabeth Campbell (14 février 1852 - 24 septembre 1896) ; épouse le lieutenant-colonel Edward Harrison Clough-Taylor en 1880
- Lord Colin Campbell (9 mars 1853 - 18 juin 1895) ; épouse Gertrude Elizabeth Blood en 1881
- Lady Victoria Campbell (22 mai 1854 - 6 juillet 1910)[19]
- Lady Evelyn Campbell (17 août 1855 - 22 mars 1940) ; épouse James Baillie-Hamilton en 1886
- Lady Frances Campbell (22 février 1858 - 25 février 1931) ; épouse l'architecte Eustace Balfour, frère du Premier ministre Arthur Balfour
- Lady Mary Emma Campbell (22 septembre 1859 - 22 mars 1947) ; épouse Edward Glyn, évêque anglican de Peterborough
- Lady Constance Harriett Campbell (11 novembre 1864 - 9 février 1922) ; épouse Charles Emmott en 1891